# Premier League Malti 1999-2000
L'edizione 1999-2000 della Premier League maltese è stata l'ottantacinquesima edizione della massima serie del campionato maltese di calcio. Il titolo è stato vinto dal Birkirkara, al primo successo nella manifestazione.

## Nuovo sistema
Dalla stagione 1999-2000 viene introdotto un nuovo sistema di assegnazione del titolo e di retrocessione; dopo una prima fase di 18 partite, le prime 6 classificate accedono ai playoff per il titolo in un girone di 10 partite, portando con sé la metà dei punti accumulati nella prima fase (in caso di punteggio dispari, si arrotonda per eccesso alla cifra intera successiva). Con lo stesso criterio, le ultime 4 classificate si giocano i 2 posti salvezza in un girone di 6 partite.

## Classifica prima fase
|    | Classifica       | G  | V  | N | P  | GF | GS | Dif | Pt | Pt detratti | Pt 2ª fase |
| -- | ---------------- | -- | -- | - | -- | -- | -- | --- | -- | ----------- | ---------- |
| 1  | Birkirkara       | 18 | 15 | 2 | 1  | 39 | 9  | +30 | 47 | 23          | 24         |
| 2  | Valletta         | 18 | 13 | 1 | 4  | 58 | 22 | +36 | 40 | 20          | 20         |
| 3  | Floriana         | 18 | 11 | 1 | 6  | 35 | 24 | +11 | 34 | 17          | 17         |
| 4  | Sliema Wanderers | 18 | 10 | 3 | 5  | 41 | 23 | +18 | 33 | 16          | 17         |
| 5  | Pietà Hotspurs   | 18 | 7  | 5 | 6  | 33 | 36 | -3  | 26 | 13          | 13         |
| 6  | Hibernians       | 18 | 5  | 7 | 6  | 28 | 25 | +3  | 22 | 11          | 11         |
| 7  | Naxxar Lions     | 18 | 4  | 4 | 10 | 27 | 40 | -13 | 16 | 8           | 8          |
| 8  | Gozo             | 18 | 3  | 5 | 10 | 14 | 29 | -15 | 14 | 7           | 7          |
| 9  | Żurrieq          | 18 | 3  | 3 | 12 | 20 | 55 | -35 | 12 | 6           | 6          |
| 10 | Rabat Ajax       | 18 | 2  | 3 | 12 | 19 | 51 | -32 | 9  | 4           | 5          |

### Verdetti prima fase
Accedono ai playoff campionato:

Birkirkara, Valletta, Floriana, Sliema Wanderers, Pietà Hotspurs, Hibernians

Accedono ai playoff retrocessione

Naxxar Lions, Gozo, Żurrieq, Rabat Ajax

## Classifiche seconda fase

### Playoff campionato
|   | Classifica       | G  | V  | N | P  | GF | GS | Dif | Pt |
| - | ---------------- | -- | -- | - | -- | -- | -- | --- | -- |
| 1 | Birkirkara       | 28 | 22 | 3 | 3  | 61 | 14 | +47 | 46 |
| 2 | Sliema Wanderers | 28 | 17 | 4 | 7  | 62 | 36 | +26 | 39 |
| 3 | Valletta         | 28 | 18 | 2 | 8  | 75 | 36 | +39 | 36 |
| 4 | Floriana         | 28 | 14 | 2 | 12 | 50 | 44 | +6  | 27 |
| 5 | Pietà Hotspurs   | 28 | 10 | 5 | 13 | 45 | 57 | -12 | 22 |
| 6 | Hibernians       | 28 | 8  | 7 | 13 | 37 | 48 | -11 | 20 |

### Playoff retrocessione
|    | Classifica   | G  | V | N | P  | GF | GS | Dif | Pt |
| -- | ------------ | -- | - | - | -- | -- | -- | --- | -- |
| 7  | Naxxar Lions | 24 | 8 | 5 | 11 | 44 | 49 | -5  | 21 |
| 8  | Rabat Ajax   | 24 | 5 | 6 | 13 | 34 | 62 | -28 | 17 |
| 9  | Gozo         | 24 | 4 | 7 | 13 | 22 | 39 | -17 | 12 |
| 10 | Żurrieq      | 24 | 4 | 3 | 17 | 32 | 77 | -45 | 9  |

## Verdetti finali
- Birkirkara Campione di Malta 1999-2000
- Gozo e Żurrieq retrocesse.